# Jacky Pals
Jacky Pals (1947 – Brasschaat, 14 november 1999), ook wel Jaki Pals, was een Belgische stripauteur en medewerker van Studio Vandersteen.

## Levensloop
Pals was opgeleid als fotograaf en werkte dan vanaf mei 1970 als striptekenaar bij Studio Vandersteen. Hier werkte hij mee aan de stripreeks Bessy, die een aparte tekenstudio had in de Grétrystraat in Antwerpen. Aanvankelijk inktte Pals de verhalen, die geschetst werden door Willy Vandersteen, Jeff Broeckx en Patrick van Lierde. Later tekende hij zelf mee en inktte voornamelijk Ann Van de Velde haar platen.
Na zijn werk aan Bessy richtte Pals zich opnieuw op fotografie en de organisatie van de handelsbeurs in Kapellen. In november 1999 brak er op die beurs een legionellabesmetting uit. Zo'n 85 mensen werden ziek. Pals was een van de dodelijke slachtoffers. Hij overleed 's ochtends op 14 november 1999 in het ziekenhuis van Brasschaat.